# Musée du Verre et de la Céramique de Téhéran

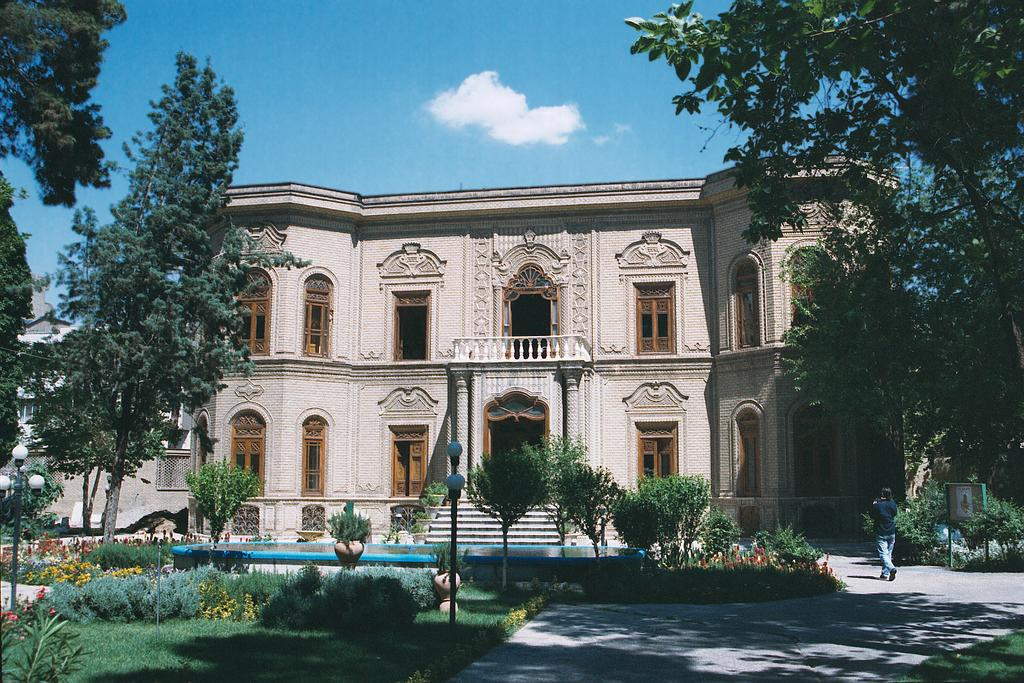
Façade du musée du Verre et de la Céramique de Téhéran

Le musée Ābguineh ou musée iranien du Verre et de la Céramique est un musée situé à Téhéran. La disposition des œuvres exposées se fait de manière chronologique et thématique dans six salles d'exposition et deux salles d'entrées.

## Historique
C'est au début du XXe siècle qu'est formée la collection d'Ahmad Qavam dans une maison qu'il fait construire et qui lui sert de bureau jusqu'en 1953.
Cette maison de 1 040 m2 change plusieurs fois de propriétaires. Elle sert de résidence à l'ambassadeur d'Égypte, puis est acquise par la Banque du commerce et enfin en 1976 par l'impératrice Farah dans l'intention d'en faire un musée. Celui-ci n'est ouvert qu'en 1980, un an après le renversement de la monarchie. Il est mis à la liste du patrimoine national protégé en 1998.

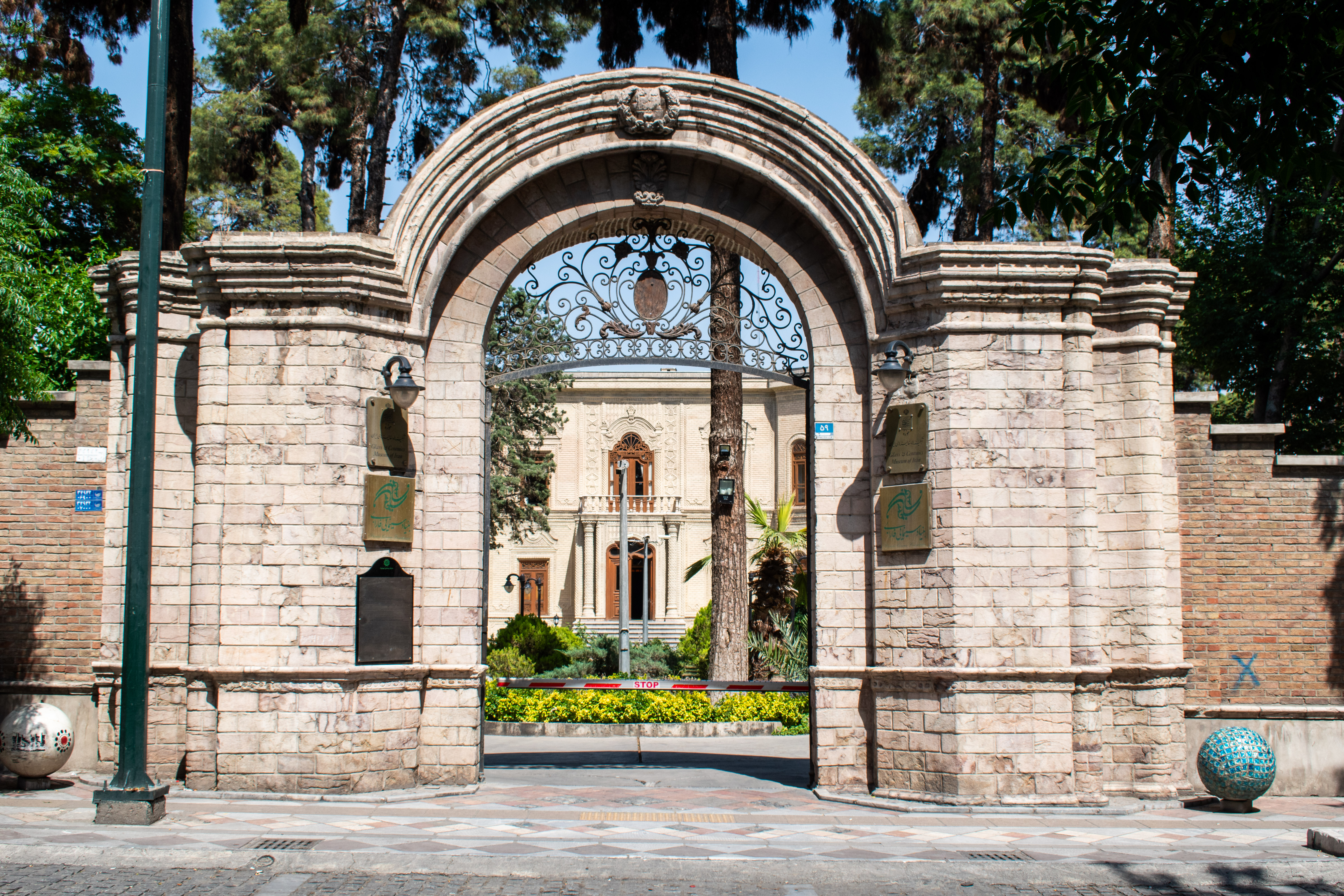
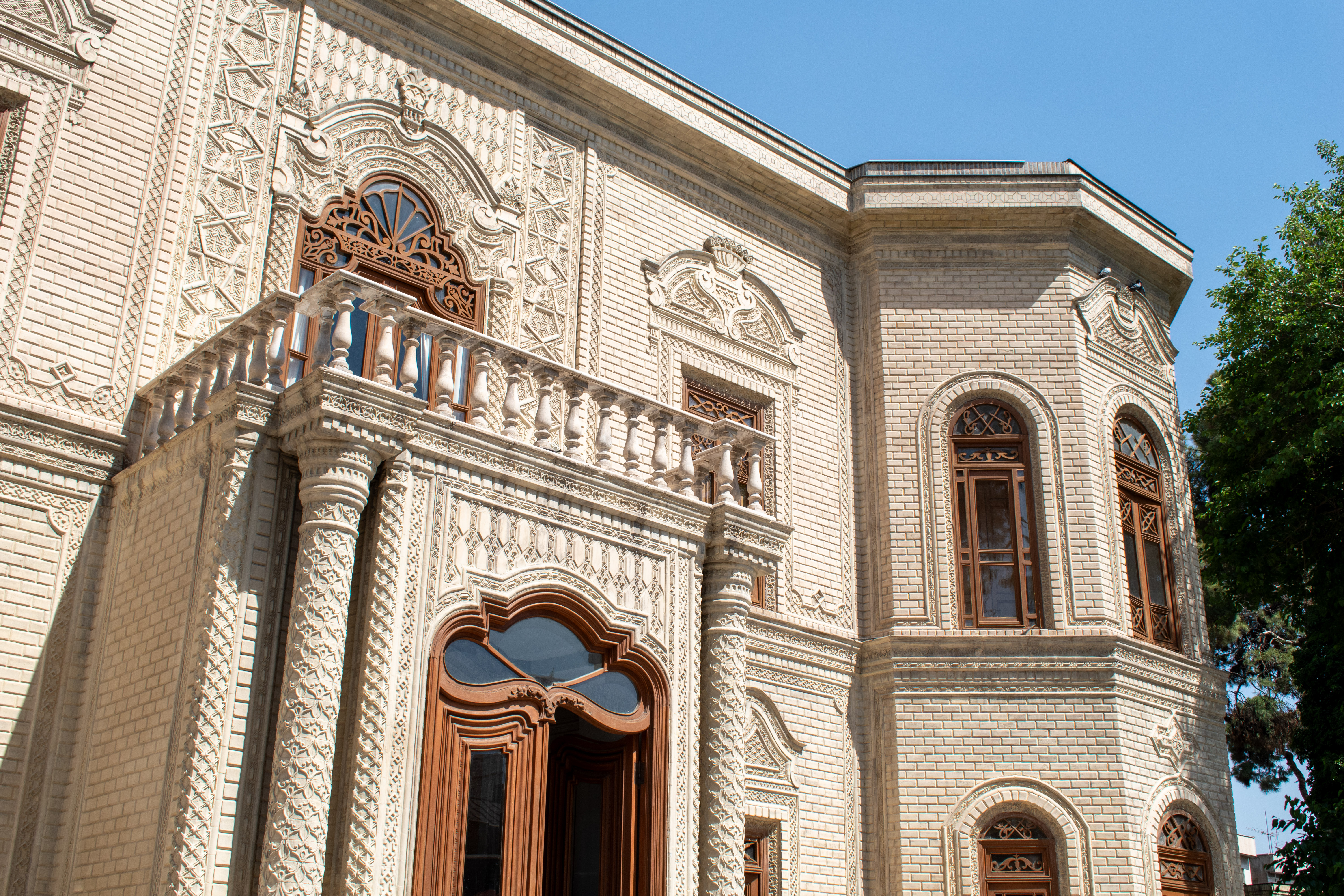
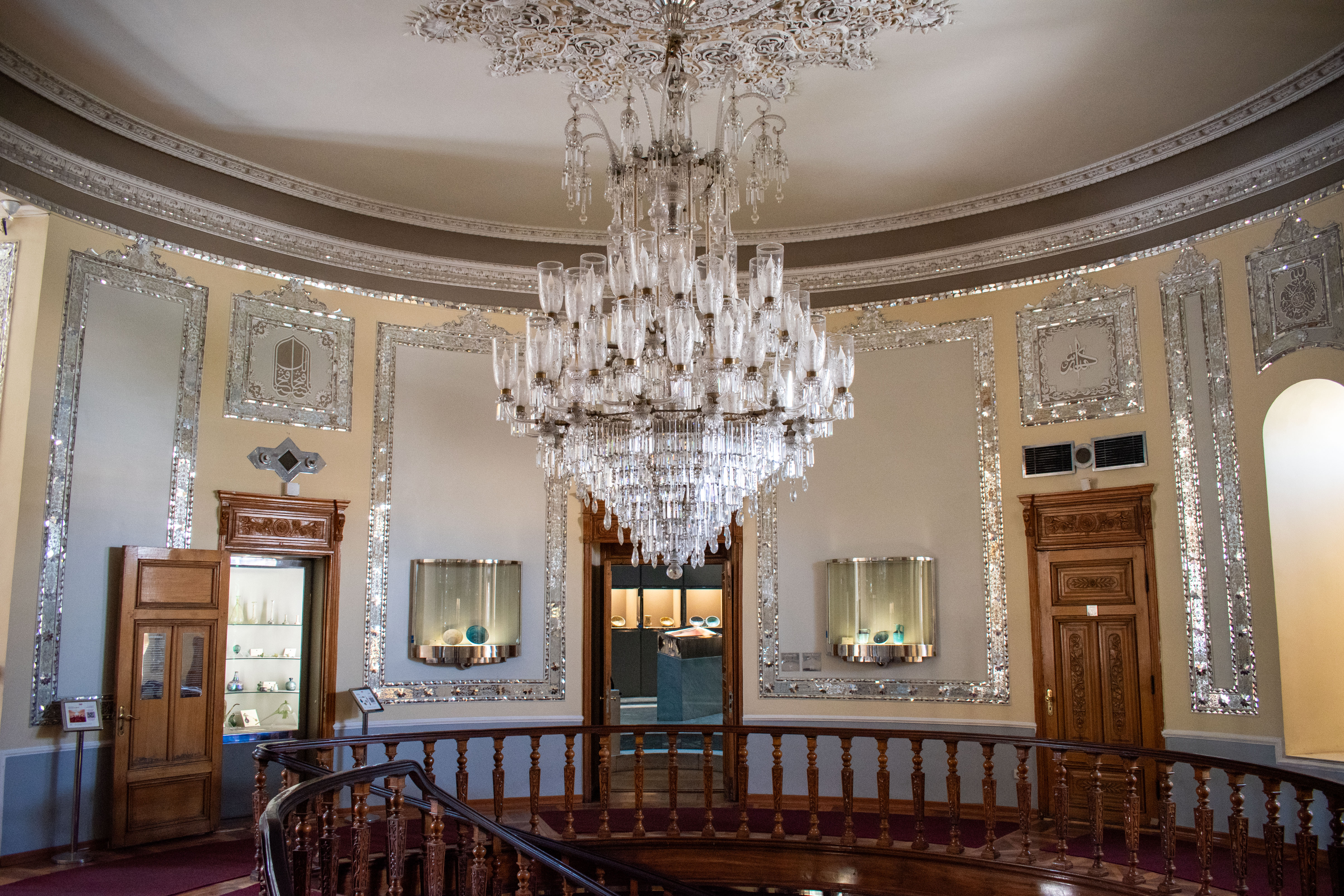

## Collections
Parmi les objets exposés, l'on peut distinguer des poteries de loam du IVe siècle av. J.-C. et des céramiques de toutes les époques, ainsi que des objets en verre qui démarrent au Ier siècle av. J.-C. Des objets en verre européens du XVIIIe et du XIXe siècle sont également exposés. Parmi les céramiques islamiques, on trouve principalement des pièces en provenance de Nishapur, Kashan, Gorgan. Quelques-unes proviennent également de Rey, Saveh.

Quelques œuvres du musée
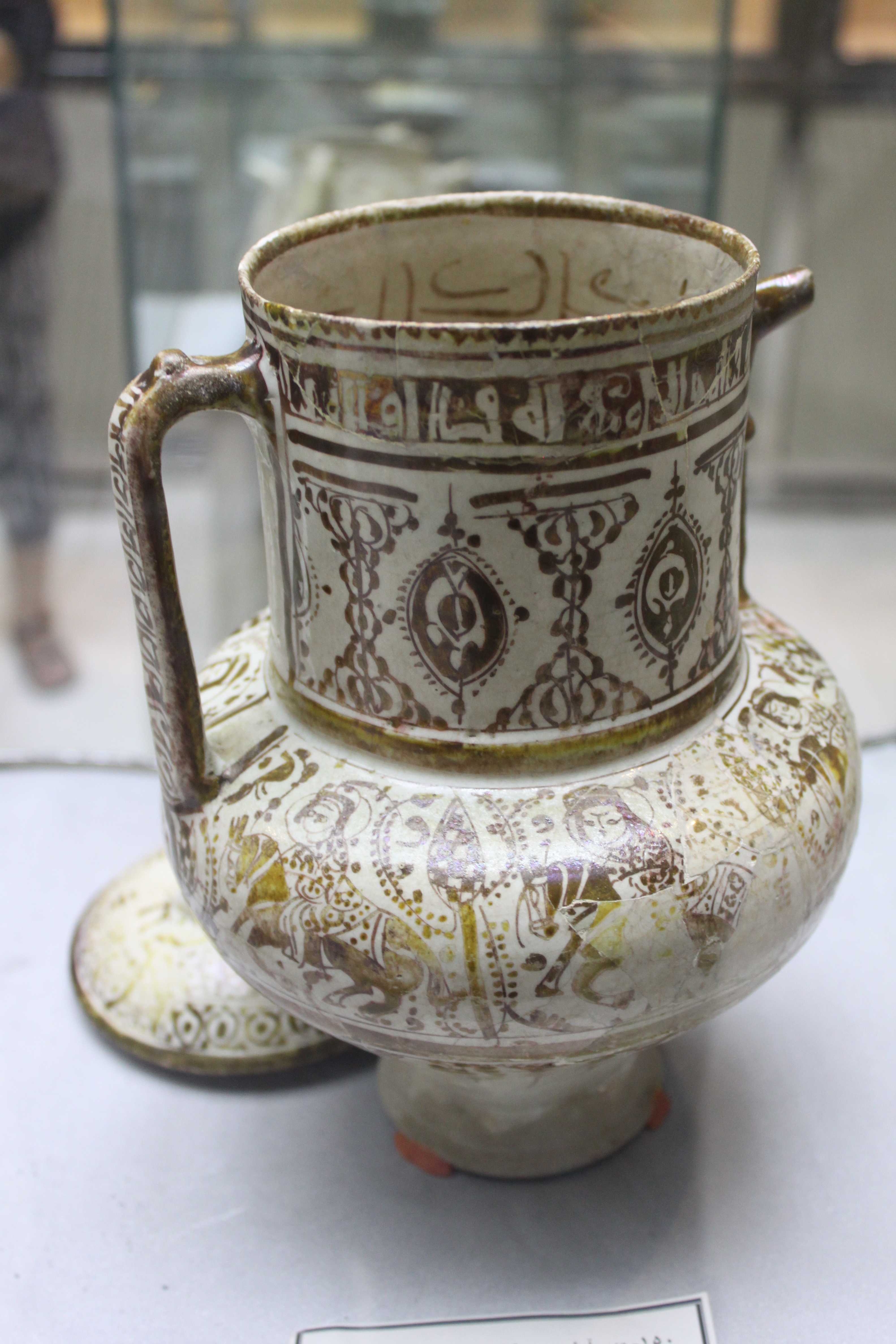
Cruche, XIIIe siècle, Gorgan.
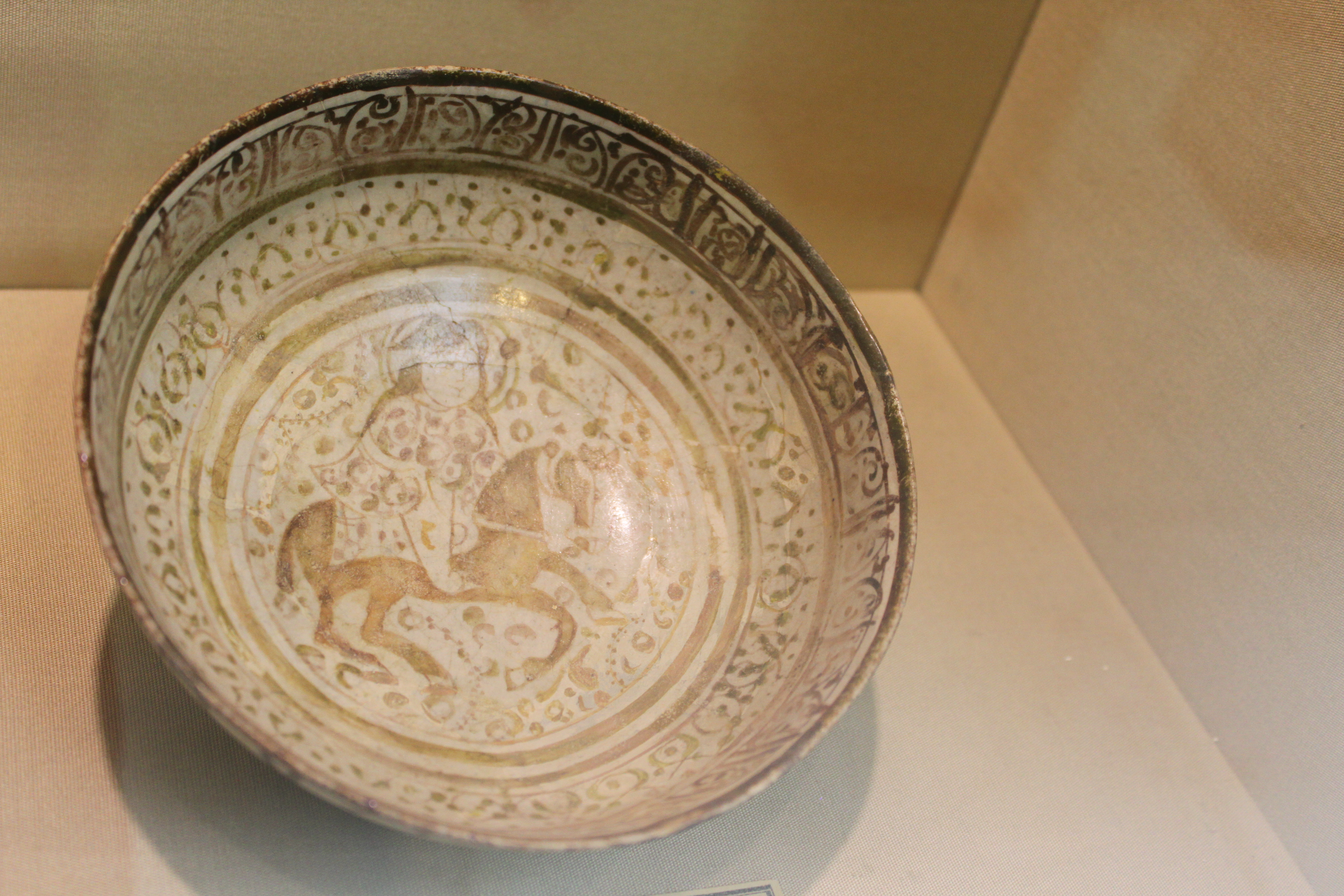
Bol, XIIe siècle, Gorgan.
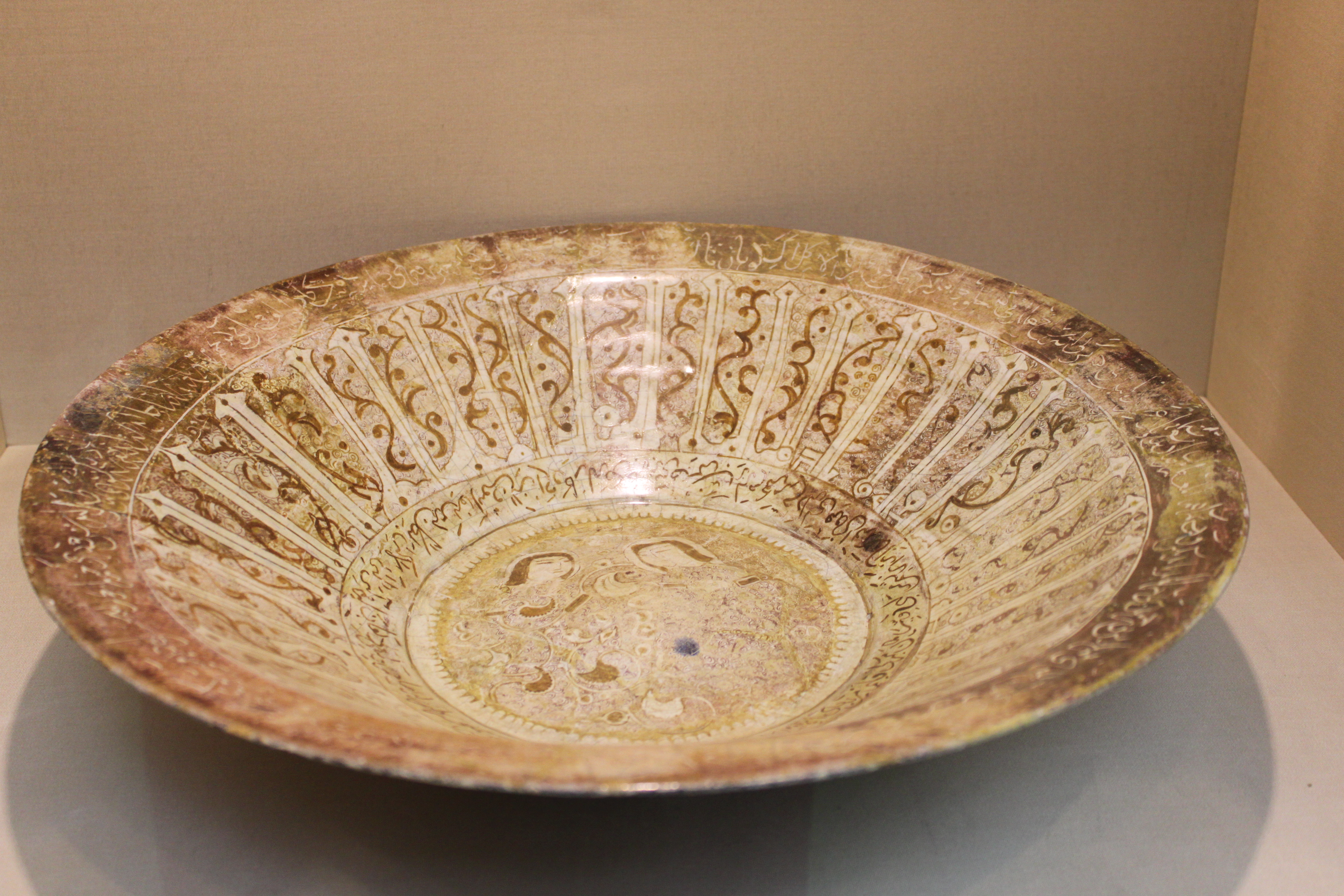
Bol, XIIIe siècle, Kashan.
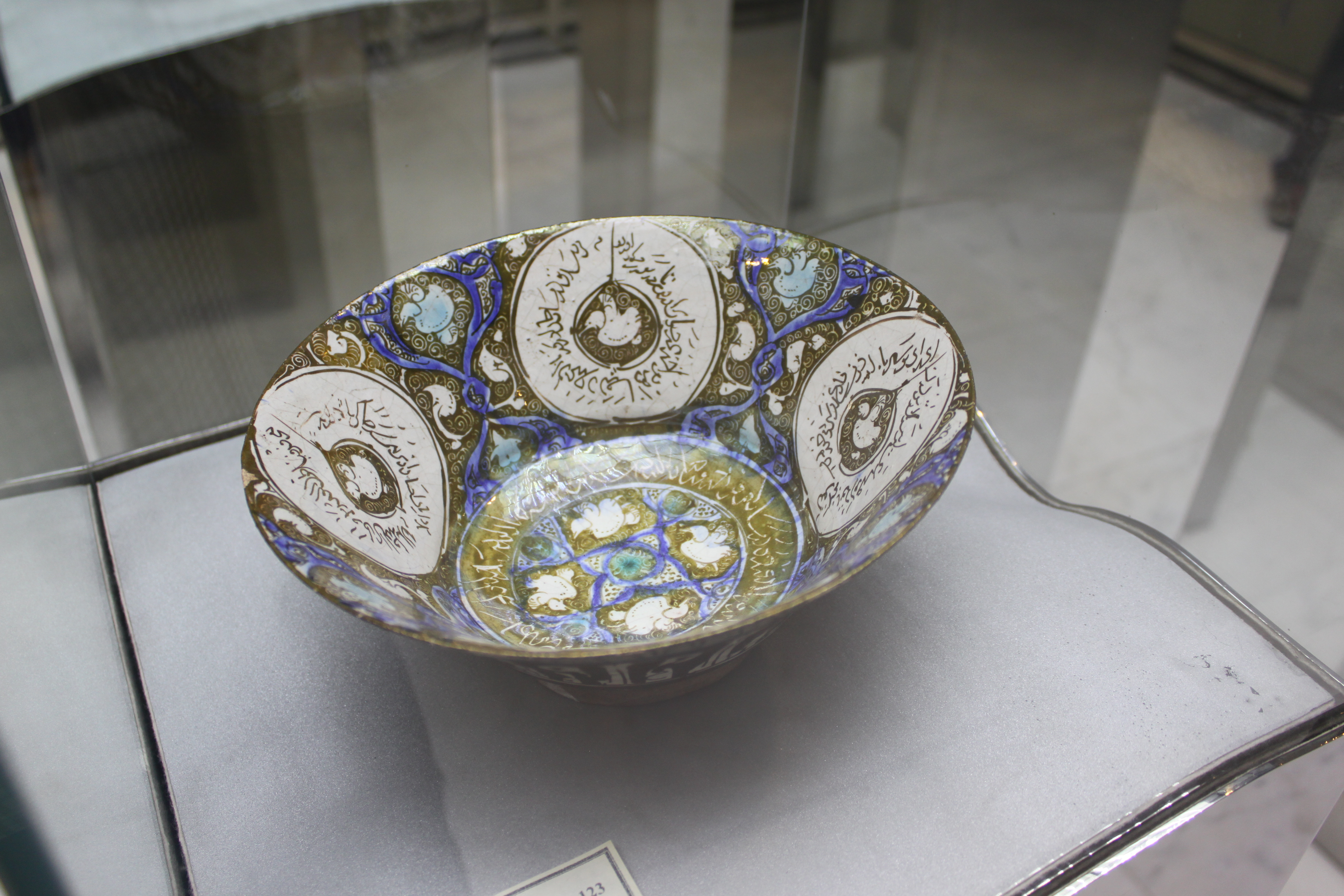
Bol, XIIIe siècle,  Kashan.
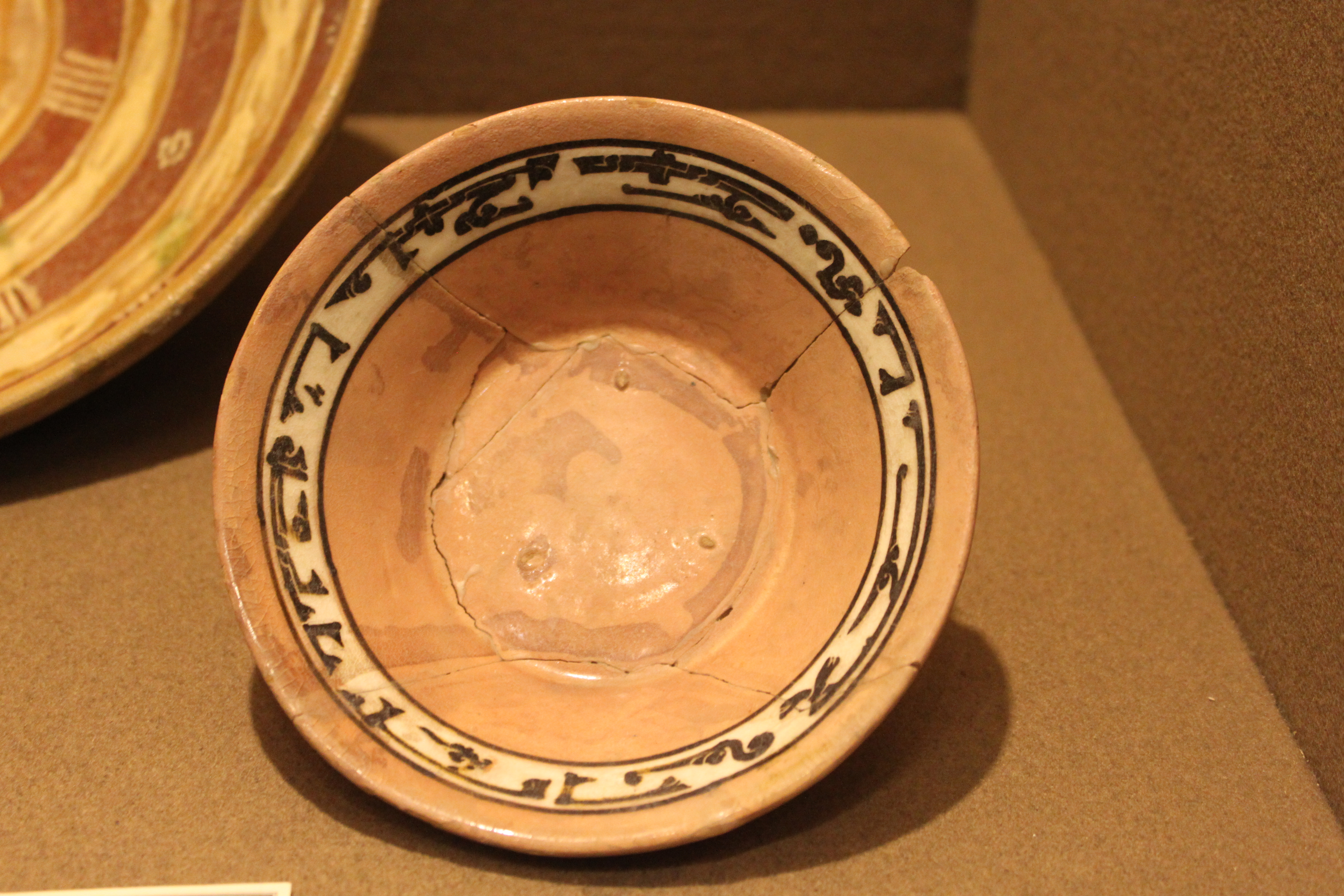
Bol, XIe siècle, Nishapur.
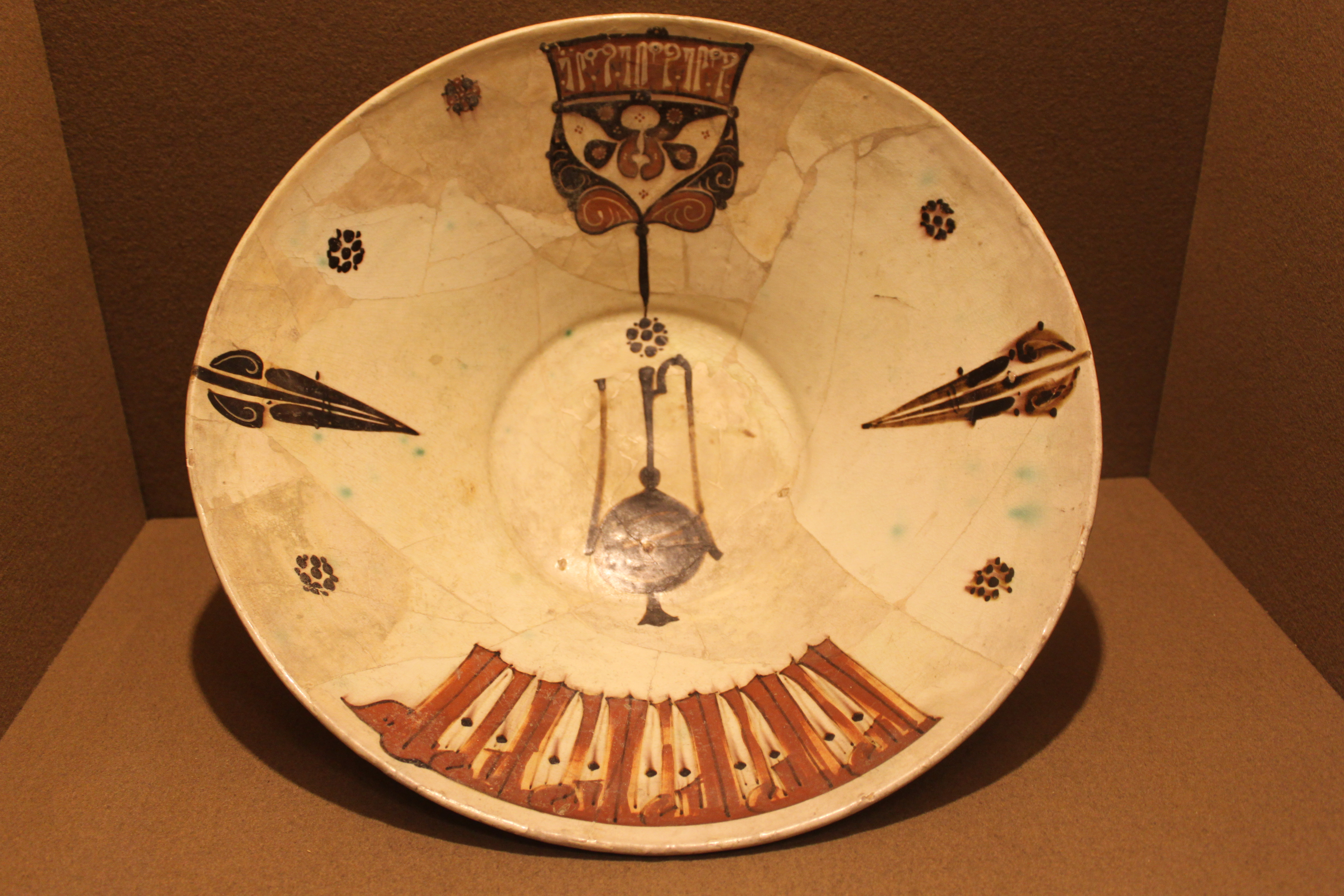
Bol, Xe siècle ou XIe siècle, Nishapur.
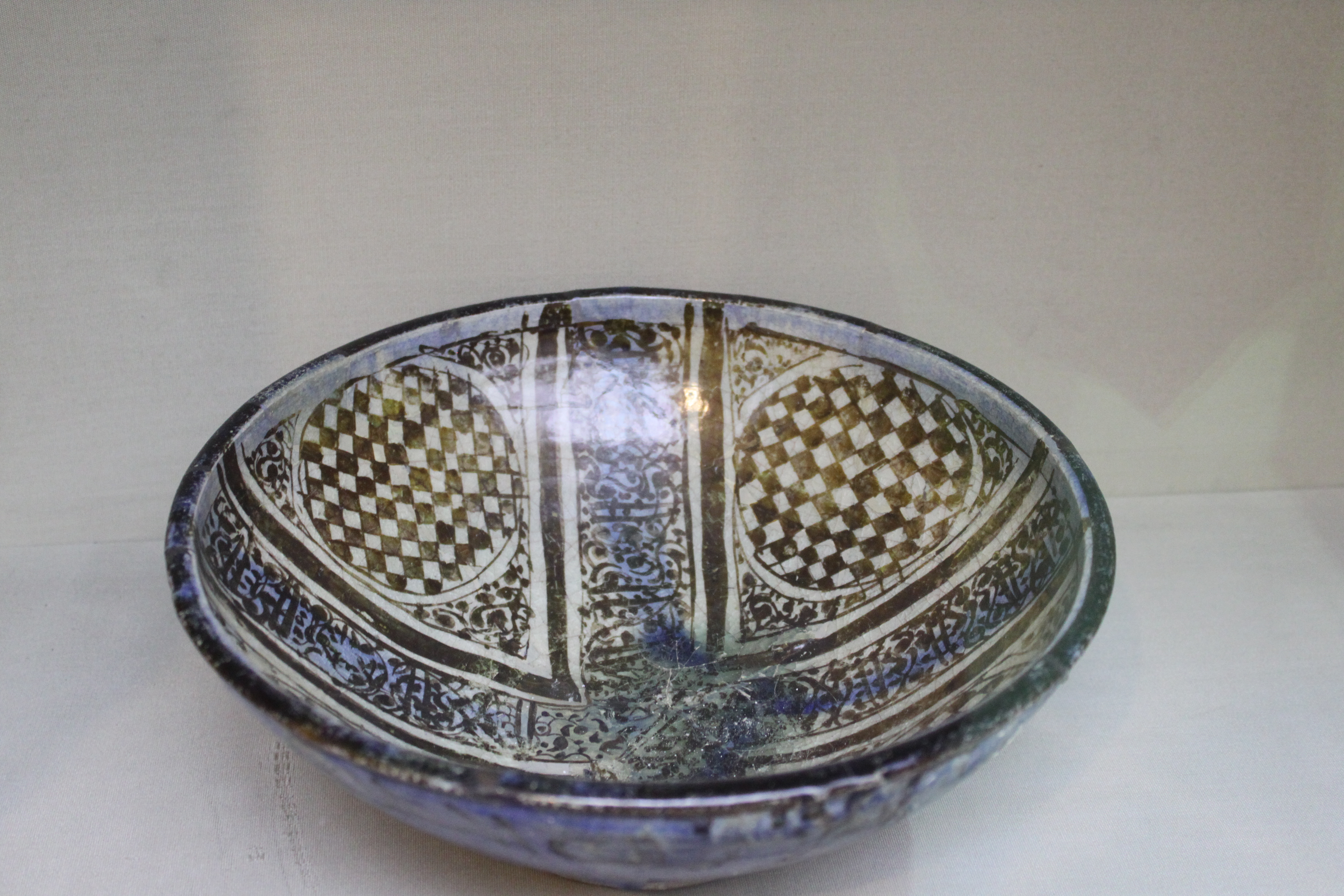
Bol, XIIIe siècle ou XIVe siècle,   Saveh.
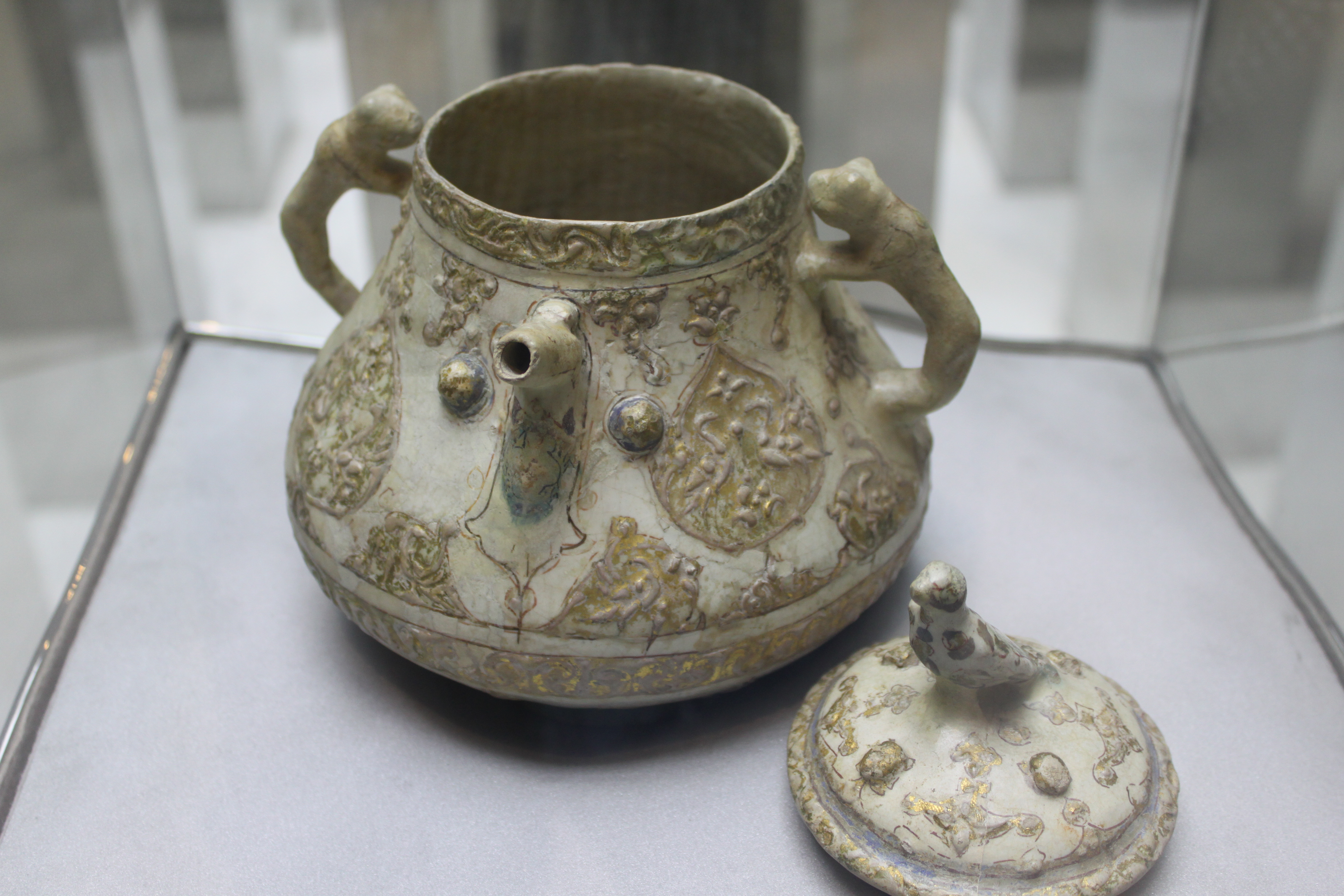
Cruche, XIIIe siècle, Rey.

## Source
- (de) Cet article est partiellement ou en totalité issu de l’article de Wikipédia en allemand intitulé « Iranisches Museum für Glas und Keramik » (voir la liste des auteurs).